# Jean de Saint-Bonnet de Toiras
 (août 2012).
Si vous disposez d'ouvrages ou d'articles de référence ou si vous connaissez des sites web de qualité traitant du thème abordé ici, merci de compléter l'article en donnant les références utiles à sa vérifiabilité et en les liant à la section « Notes et références ».
Cet article concerne une personnalité. Pour la commune de France, voir Thoiras.
Jean du Caylar d'Anduze de Saint-Bonnet, seigneur de Toiras, né le 1er mars 1585 à Saint-Jean-de-Gardonnenque (aujourd'hui Saint-Jean-du-Gard, département du Gard) et tué le 14 juin 1636 à l'attaque de Fontaneto d'Agogna près de Milan en Italie, à l'âge de 51 ans, est un militaire et gentilhomme français des XVIe et XVIIe siècles. Favori de Louis XIII, il termine sa carrière maréchal de France.

## Biographie

### Origines et famille
Jean du Cayla de Bermond d'Anduze de Saint-Bonnet est le neuvième et dernier fils d'Aymar de Saint-Bonnet du Caylar, seigneur de Toiras (Le Cayla(r) : sans doute à Monoblet ; Toiras = Thoiras), et de Françoise de Claret de Saint-Félix, dame de Pallières (à Saint-Félix). Parmi ses frères et sœurs, figurent :
- Jacques de Saint-Bonnet, seigneur de Restinclières (Hérault), conseiller du Roi, maître de camp d'un régiment de gens de pied, gouverneur de Clermont-Lodève (aujourd'hui Clermont-l'Hérault dans le département de l'Hérault) puis de Lunel et du château de Meyrueis (Lozère), sénéchal de Montpellier ;
- Simon de Saint-Bonnet, seigneur de La Forest, gouverneur de la ville de Foix (Ariège), conseiller du Roi ;
- Claude de Saint-Bonnet de Toiras, agent du clergé de France puis conseiller du Roi, évêque de Nîmes, comte et abbé de Saint-Gilles, prieur de Longpont (aujourd'hui dans le département de l'Aisne) ;
- Paul de Saint-Bonnet de Toiras, seigneur de Montferrier (Hérault), lieutenant pour le  Roy à Amboise (Indre-et-Loire), dans le fort Louis près de La Rochelle et dans l'île de Ré, tué d'un coup de canon dans le fort de Saint-Martin-de-Ré en défendant la place contre les Anglais du duc de Buckingham en 1627 ;
- Rollin de Saint-Bonnet de Toiras, seigneur de Restinclières, capitaine aux Gardes du Roy mort, lui aussi, les armes à la main au premier combat de l'île de Ré (sur la plage de Sablanceaux, à Rivedoux-Plage) pour s'opposer au débarquement des Anglais du duc de Buckingham le 23 juillet 1627.

### Jeunesse et débuts
Il est, dès l'âge de quatorze ans, page, puis gentilhomme ordinaire de la maison du Roy auprès de Henri IV. Il est nommé, à 25 ans, lieutenant de vénerie au service de Louis XIII, puis capitaine aux Gardes du Roy.
Bien que protestant, il restera fidèle au roi et le soutiendra dans sa lutte contre le parti huguenot.
Ses qualités de stratège, son courage et sa loyauté le feront distinguer par ses pairs et par le roi, au côté de qui il participera efficacement à la prise de Saumur (printemps 1621), aux sièges de Montauban (août à novembre 1621) et Montpellier (février à octobre 1622).
En janvier 1625, le duc de Rohan et son frère Benjamin de Rohan seigneur de Soubise soulèvent de nouveau les Huguenots. Les îles de Ré et Oléron (en février) sont prises par Benjamin de Rohan et, à partir du port de Saint-Martin-de-Ré, il lance des escarmouches victorieuses contre les vaisseaux et les troupes royales à proximité de La Rochelle. Richelieu le fait attaquer par Toiras et le duc de Montmorency qui, après l'avoir battu d'abord sur terre le 15 septembre 1625, s'emparent d'une partie de sa flotte dans la rade de Saint-Martin ; Soubise se réfugie en Angleterre.
La mésentente entre Henriette-Marie de France, sœur de Louis XIII, et Charles Ier d'Angleterre, depuis leur mariage (11 mai 1625) et le couronnement de ce dernier peu après, devient très conflictuelle, et Louis XIII prend fait et cause pour sa sœur. En 1626, ce conflit tourne en agression du fait de George Villiers, 1er duc de Buckingham, favori de Charles Ier. Après s'être emparé de vaisseaux français sur les côtes de la Manche, il fait route vers La Rochelle avec quatre-vingt-dix vaisseaux et environ seize mille hommes. La ville est, à cette époque, un foyer de résistance huguenote au roi et se trouve plus ou moins menacée par les troupes royales. Le maire de La Rochelle, Jean Guiton refuse l'accès du port à Buckingham qui se tourne alors vers l'île de Ré.

### Le siège de l'île de Ré

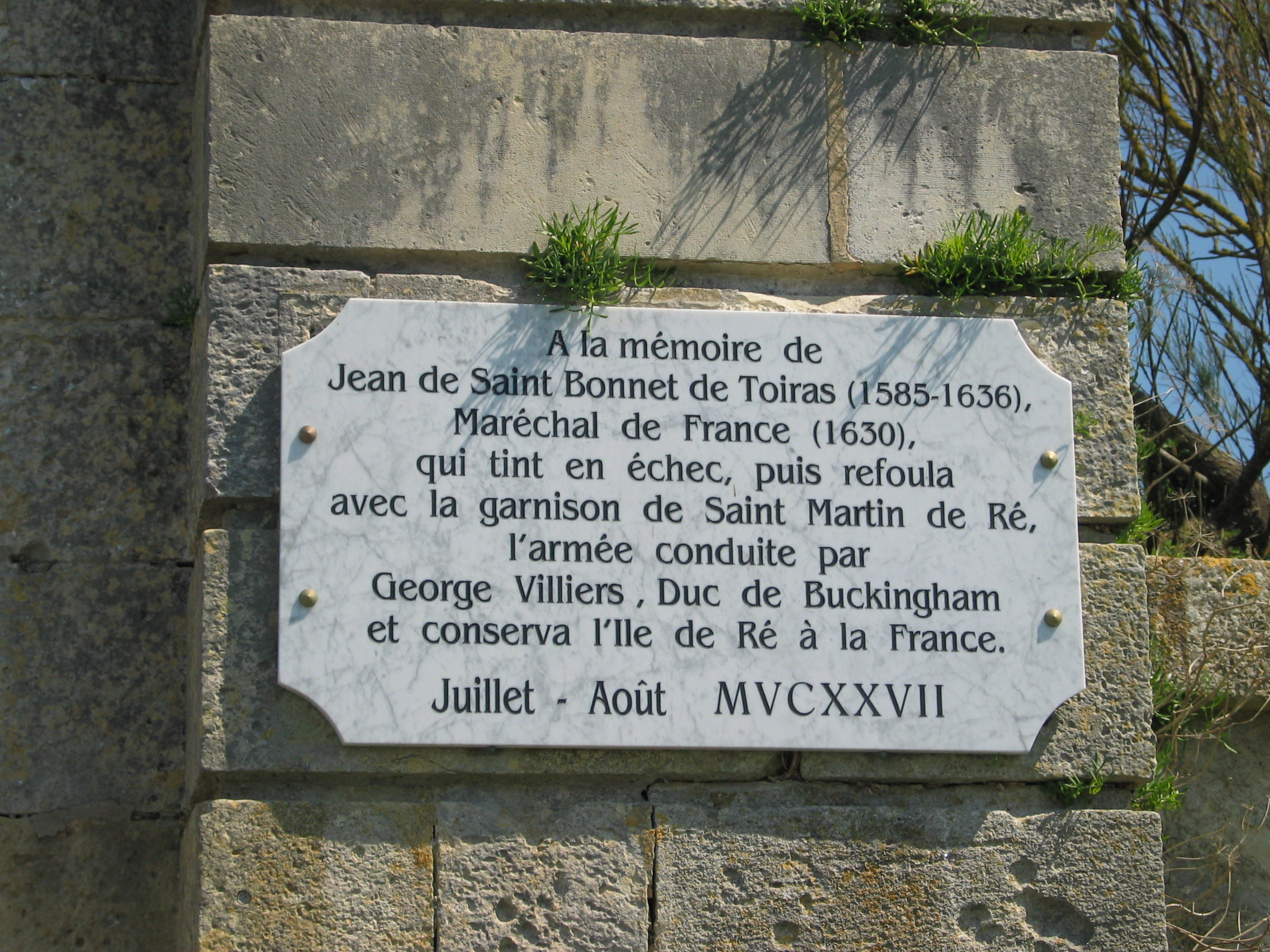
Plaque commémorative à Saint-Martin-de-Ré

Toiras, fait comte depuis sa victoire sur Benjamin de Rohan seigneur de Soubise, est alors gouverneur de l'île de Ré. Pour la défendre, il dispose de deux forts, celui de Saint-Martin-de-Ré et celui de la Prée (sur la commune de La Flotte), de peu d'armement, mais de troupes aguerries.
Le 22 juillet 1627, Buckingham débarque avec ses troupes à Saint-Blanceau (aujourd'hui dénommé Sablanceaux, c'est le point de départ du pont sur la commune de Rivedoux). Toiras accourt et le premier affrontement avec les Anglais a lieu, mais les Français devront céder devant le nombre très important d'ennemis qui débarquent. Au cours de ce premier combat, si d'un côté Buckingham perdit environ 500 soldats, Toiras y perdit son frère Rollin de Saint-Bonnet de Toiras. Autre personnage important qui périt en ce lieu, Celse-Bénigne de Rabutin, baron de Chantal, père de Marie de Rabutin, alors âgée de 17 mois, qui deviendra la célèbre marquise de Sévigné.
Toiras se retire dans la citadelle Saint-Martin avec la garnison, et laisse une centaine d'hommes dans le fort La Prée. Buckingham commence alors un siège qui va durer un peu plus de trois mois. Au cours de cette période, il va se montrer d'une cruauté implacable à l'égard des habitants et habitantes de l'île et de tous ceux qui vont essayer d'entrer ou de sortir du fort[réf. nécessaire]. Malgré cela, de rares secours alimentaires vont pouvoir, tant bien que mal, parvenir aux assiégés. Vers le début du mois d'octobre, Toiras, découragé par le manque de vivres et l'impossibilité d'être secouru, commence des transactions avec Buckingham sur les conditions de sa capitulation.
C'est alors que les évènements vont devenir favorables aux Français. Le 7 octobre, le vent étant enfin devenu favorable, une flottille de la Royale en provenance des Sables-d'Olonne arrive devant la rade de Saint-Martin, mais se fait cerner et fortement étriller par la flotte anglaise. Par bonheur, une trentaine de chaloupes chargées de plus de trois cents soldats, de vivres et de vêtements arrive à accoster auprès de la citadelle ; elles contiennent de quoi nourrir les assiégés pendant environ une centaine de jours ! Les assiégés ne se privent pas de narguer les assiégeants, qui tentent en vain de monter à l'assaut du fort. Qui plus est, environ 1 500 hommes viennent renforcer les troupes du fort La Prée.
Le 6 novembre, Buckingham, qui, lui aussi, a reçu des renforts en nombre égal, tente un baroud d'honneur avec un ultime assaut contre le fort de Saint-Martin, assaut qui avorte. Il décide d'abandonner la partie et de lever le siège. Sur ces entrefaites, des troupes françaises menées par le maréchal de Schomberg ont débarqué à Sainte-Marie-de-Ré, obligeant les troupes de Buckingham à partir vers le nord-ouest de l'île. Les Anglais vont être poursuivis par Schomberg et Toiras et, au niveau de Loix, se déroulera la Bataille du pont du Feneau, grande défaite britannique qui forcera Buckingham à rembarquer pour l'Angleterre avec seulement 2 000 hommes à bord ainsi que Benjamin de Rohan, protestant en exil.
Buckingham  avait perdu, dans cette malheureuse expédition, plus de 4 000 hommes sur une force de 7 000 hommes.

### La guerre de succession de Mantoue
La guerre de succession de Mantoue est un conflit périphérique de la guerre de Trente Ans qui va opposer d'une part, les troupes de l'empereur Ferdinand II (les Habsbourg d'Autriche, d'Espagne, des Pays-Bas entre autres) alliées à celles de Charles-Emmanuel Ier duc de Savoie et d'autre part, Charles Gonzague, héritier des duchés de Mantoue et de Montferrat allié à la France de Louis XIII.
Après les conquêtes, en 1628, de Mantoue par les troupes impériales et celle du Montferrat par les troupes savoyardes, Charles Gonzague se retrouve assiégé dans la ville piémontaise de Casal (aujourd'hui Casale Monferrato).
Louis XIII et Richelieu passent les Alpes avec l'armée du siège de la Rochelle dont fait partie Toiras.
Ils prennent la ville de Suse le 6 mars 1629 et rompent le siège de Casale le 18 mars. Une première trêve dite « de Suse » est signée avec Charles-Emmanuel en présence de Mazarin, représentant le pape.
Mais en juillet 1630, l'Empereur prend Mantoue, tandis que Toiras est enfermé à Casal, et doit défendre la ville contre les Espagnols qui en font à nouveau le siège. L'intervention de l'armée française, conduite par Louis XIII, rompt le siège de Casal tandis que l'Empereur, occupé par une intervention suédoise en Allemagne, abandonne Mantoue pour un temps (ce siège est le fil conducteur de la mini-série Le Chevalier Tempête diffusée en 1970 par l'ORTF).

### Maréchal

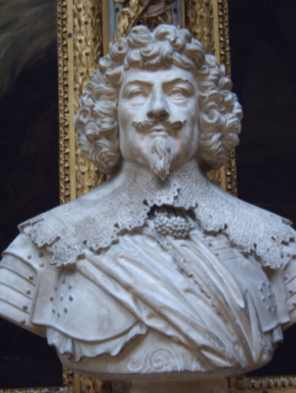
Buste de Jean de Saint-Bonnet de Toiras, sculpté par Louis-Denis Caillouette en 1838. Galerie des batailles du château de Versailles.

Grâce à son vaillant comportement au siège de Casal, Toiras est récompensé en 1630 par les titres d'Ambassadeur du Roi, et par la dignité suprême de maréchal de France.
Le 19 juin 1631, Toiras, resté sur place, négocie pour la France le traité de Cherasco, par lequel l'Empereur reconnait la possession de Mantoue et d'une partie du Montferrat à Charles Gonzague. La Savoie reçoit aussi une partie du Montferrat.
Le 6 juillet 1632, Toiras signe le « Pacte de Turin » par lequel la France conserve Pignerol, place forte hautement stratégique, qui lui ouvre la porte vers la plaine du Pô et qui avait été conquise le 29 mars 1630.
Le 12 avril 1633, nommé chevalier de l'ordre du Saint-Esprit, il refuse de revenir en France recevoir le cordon bleu. Richelieu, qui ne l'aimait pas, profite de l'outrage pour le disgracier, prétextant la part prise par les frères de Toiras aux menées de Gaston d'Orléans[réf. nécessaire], et lui enlève toutes ses dignités en novembre 1633.

### La dernière campagne
Toiras accepte, avec la permission du roi de France, le commandement de l'armée du duc de Savoie, quand il devient allié de la France contre l'Autriche en 1636. Lors de l'attaque de la forteresse de Fontaneto d'Agogna (en français Fontanes ou Fontanette), le 14 juin 1636, il est tué par une décharge d'arquebuse.
Michel Baudier rapporte ainsi les scènes de dévotion occasionnées par la mort de Toiras : « Après qu'il fut expiré, les soldats trempaient leurs mouchoirs dans le sang de la plaie, disant que tant qu'ils le porteraient sur eux, ils vaincront leurs ennemis à la guerre. Le même coup qui a blessé à mort, blessa de regret tous les Italiens et tous les honnêtes gens de l'Europe car étant aimé de tous, il fut pleuré de tous, mourant à la guerre comme il l'avait désiré et dans les intérêts de sa patrie. Son corps fut porté à Turin ou Madame sœur du Roy, duchesse de Savoie lui fit faire des pompes funèbres digne de la valeur d'un grand homme et de la générosité d'une grande princesse. Toute la cour y alla verser ses larmes et témoigner ses regrets. Le sénat y fut en corps, son tombeau est aux capucins de Turin ou les restes peuvent être appelés les reliques triomphales : il est élevé sur un mont qui peut maintenant être dit le mont des triomphes ».

## Dans la littérature
- Dans Les Trois Mousquetaires, Alexandre Dumas fait référence à l'action du comte de Toiras sur l'île de Ré (chap. XLI).
- Dans Le Lys et la Pourpre, dixième volume de la fresque historique romancée Fortune de France, Robert Merle fait participer son héros, Pierre-Emmanuel de Siorac, au siège de l'île de Ré au côté de Toiras (chap. XIV et XV), puis, dans Complots et Cabales, il est chargé de convaincre Toiras de prendre le commandement à Casal, lui faisant miroiter la dignité de maréchal de France s'il réussit à tenir le futur siège.
- Toiras est un personnage secondaire de quelque importance dans la première partie (à partir du chapitre II) du roman L'Île du jour d'avant d'Umberto Eco, qui se déroule au siège de Casal, dont Toyras commanda la défense au nom de Louis XIII.

## Honneurs et postérité
- Le nom de « Maréchal de Toiras » a été donné à l'un des bacs reliant l'île de Ré à La Rochelle, mis en service le 20 juillet 1970.
- La caserne de Saint-Martin-de-Ré porte le nom de « caserne Toiras ».
- Un hôtel Relais & Châteaux situé également à Saint-Martin se nomme l'Hôtel de Toiras.

## Anecdotes
- Le maréchal de Toiras avait acquis la faveur d'être l'un des principaux favoris de Louis XIII d'une façon peu banale. On sait que Louis XIII bégayait légèrement ; aussi, un jour où il était à la chasse au faucon, il demande où était « l'oi… l'oi… l'oiseau ». Le maréchal de Toiras lui répond : « Si… Sire, le voi… voi… voici. » Le roi s'imagine qu'il voulait se moquer de lui en l'imitant et il frappe violemment le pauvre maréchal qui ne pouvait même pas s'excuser car il n'aurait fait qu'aggraver son cas. Heureusement, un courtisan explique au roi que Monsieur de Toiras avait le malheur d'être bègue. Louis XIII s'excuse et, à partir de ce jour, favorise constamment son compagnon d'infortune.[réf. nécessaire]
- Michel Baudier a connu Toiras pendant son voyage en Italie en 1628 et il a eu à Rome des entretiens avec lui. Il en dit « La seule connaissance que nous avons eue de la personne, du naturel, des mœurs et de la valeur du maréchal de Toiras nous a mis la plume à la main »[4].

### Sources et bibliographie
- Michel Baudier, Histoire du Mareschal de Toiras, ou se Voyent les Effets de la Valeur et de la Fidélité : avec ceux de l'Envie et de la Jalousie de la Cour, ennemies de la Vertu des Grands Hommes. Ensemble une bonne partie du Règne du Roy Louis XIII, Paris, Cramoisy, 1644. À la fin du volume, se trouve La Harangue funèbre du Mareschal